# 37627 Lucaparmitano
1993 TD (asteroide 37627) é um asteroide da cintura principal. Possui uma excentricidade de 0.18319800 e uma inclinação de 10.95800º.
Este asteroide foi descoberto no dia 11 de outubro de 1993 por Vincenzo Silvano Casulli em Colleverde.